# فلاديمير روخلين
فلاديمير أبراموفيتش روخلين (23 أغسطس 1919 - 3 ديسمبر 1984) (بالروسية: Влади́мир Абра́мович Ро́хлин) هو رياضياتي روسي، قدّم مساهمات عديدة في مجالات الطبولوجيا الجبرية والهندسة الرياضية ونظرية القياس ونظرية الاحتمال ونظرية إرجوديك ونظرية الإنتروبيا.

## مسيرته
التحق فلاديمير روخلين بجامعة موسكو الحكومية عام 1935، وكان مستشاره أبراهام بليسنر. تطوع للجيش في عام 1941، ودخل السجن أربع سنوات في معسكر الحرب الألمانية، ثم عامين في معسكر فحص سوفياتي بعد نهاية الحرب للاشتباه في كونه جاسوسا ألمانيا أو غربيا. أُطلق سراحه بعدما توسّط له أندريه كولموغوروف وليف بونترياغين.
عمل مُدرسا في جامعة لينينغراد الحكومية سنة 1959. من بين طُلاّبه ياكوف إلياشبرغ وميخائيل ليونيدوفيش غروموف.
توفي سنة 1984 في مدينة لينينغراد.

## روابط خارجية
- Vladimir Abramovich Rokhlin في شجرة علماء الرياضيات
- (بالروسية) Rokhlin – an article by سيرغي نوفيكوف
- On teaching mathematics to non-mathematicians, a 1981 lecture by V.A. Rokhlin
- O'Connor، John J.؛ Robertson، Edmund F.، "فلاديمير روخلين"، تاريخ ماكتوتور لأرشيف الرياضيات